# Johan Lilius
Johan Lilius, född 17 januari 1724 i Längelmäki, död 1803, var en finlandssvensk jurist och en av grundarna av samt ledande personligheterna inom Aurorasällskapet.

## Biografi
Johan Lilius föräldrar var kyrkoherden Henrik Lilius och Hedvig Margareta Wanochius, dottern till Kungliga akademiens rektor. Han var  hovrättsråd i Åbo hovrätt. Robert Erik Lagus beskrev honom i sin bok Åbo Hofrätts Historia som "en berömlig man som nitälskade varmt för litteraturens tillväxt och befordran i Finland".